# Dendrophryniscus carvalhoi
Dendrophryniscus carvalhoi – gatunek płaza bezogonowego z rodziny ropuchowatych.

## Systematyka
Dendrophryniscus carvalhoi zalicza się do rodziny ropuchowatych (Bufonidae).

## Rozmieszczenie geograficzne
Płaz ten jest endemitem Brazylii, żyje na południowym wschodzie kraju. Jego znany zasięg występowania obejmował początkowo jedynie dwa miejsca w stanie Espírito Santo – lokalizację typową, którą stanowi Santa Teresa, oraz gmina Fundão, ale później odkryto też kolejne stanowiska w sąsiednich gminach. Prawdopodobnie gatunek w rzeczywistości zajmuje nieznacznie szersze tereny, być może także na przyległych obszarach stanu Minas Gerais.

## Ekologia
Płaz bytuje na wysokościach 800–1135 m nad poziomem morza. Siedlisko tego gatunku to las deszczowy pierwotny i wtórny. Zamieszkuje ściółkę i niską roślinność. Jego istnienie zależy od roślin z rodziny ananasowatych. Tworzą one na swych liściach zbiorniki wody. W obrębie tych roślin składane są jaja, a następnie dojrzewają w nich kijanki. Płaz nie radzi sobie w środowiskach mocno zdegradowanych działalnością ludzką.

## Cykl życiowy
Płaz rozmnaża się dzięki roślinom ananasowatym. Żyje na nich stadium larwalne.

## Status zagrożenia i ochrona
W Czerwonej księdze gatunków zagrożonych IUCN płaz ten od 2023 roku klasyfikowany jest jako gatunek najmniejszej troski (LC, ang. Least Concern); wcześniej, od 2004 roku uznawano go za gatunek zagrożony (EN, ang. Endangered).
Płaz należy do zwierząt rzadkich, jednak ze względu na to, że nie ma żadnych większych zagrożeń dla gatunku, trend jego liczebności oceniany jest jako stabilny.
Płazowi zagraża utrata środowiska naturalnego, jednak na znacznie niższą skalę niż miało to miejsce w przeszłości. Traci on siedliska na skutek rozwoju rolnictwa (w tym plantacji kawy), wylesiania, wypasu zwierząt gospodarskich, osadnictwa ludzkiego. Zwierzę odnotowano na kilku obszarach objętych ochroną, w tym w Parku Narodowym Caparaó.